# Efebo di Napoli
Efebo, conosciuto anche come Eufebio e chiamato dal popolo napoletano Eframo (III secolo – Napoli, IV secolo), è stato un vescovo romano, considerato santo dalla Chiesa cattolica e compatrono di Napoli.

## Biografia e culto
Dalle poche notizie giunte fino a noi si sa che Efebo fu vescovo di Napoli tra la fine del III secolo e gli inizi del IV.
Secondo la tradizione poi, oltre ad essere di bell'aspetto, fu un pastore e uno strenuo difensore della sua comunità. Viene ricordato come efficace taumaturgo e gli vengono attribuiti numerosi miracoli.
Sepolto nel cimitero extraurbano che da lui prese il nome di catacomba di Sant'Efebo, le sue spoglie furono traslate probabilmente nel IX secolo nel duomo di Napoli e, secondo la tradizione popolare, esse tornarono nel primo luogo di sepoltura, sita nell'odierna zona napoletana di Sant'Efremo Vecchio dove il suo culto è particolarmente diffuso.
La Chiesa cattolica lo venera come santo e ne celebra la memoria il 23 maggio; la Chiesa napoletana lo ricorda anche l'8 novembre, giorno in cui si celebra la memoria dei "Santi Vescovi della Chiesa di Napoli". Dal 1673 è compatrono della città di Napoli.
Ogni cento anni il busto d'argento che lo raffigura viene portato in processione dal Duomo sino alla chiesa del rione che porta il suo nome.